# Henry Noel Marryat Hardy
Henry Noel Marryat Hardy (* 1. Dezember 1884 in London; † 1968 in der Schweiz) war ein Offizier der Royal Navy, Privatgelehrter und Leiter des Arya Maitreya Mandala in der Schweiz.

## Leben und Laufbahn

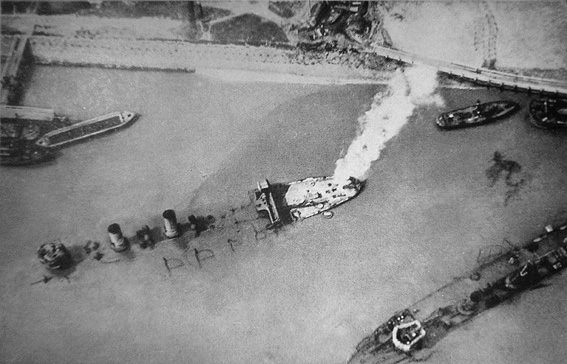
Der beim Überfall auf Zeebrugge und Ostende versenkte Kreuzer Sirius

Hardy wurde als Sohn von James Arthur Hardy und Augusta Juliana Hardy im Londoner Stadtteil Kensington geboren. Er zog mit seiner Familie nach Australien und wuchs in Tasmanien auf, wo er 1895 in die Hutchins School eintrat.
Am 15. Januar 1900 begann er seine Laufbahn bei der Royal Navy. 1905 wurde er zum Lieutenant und 1913 zum Lieutenant Commander befördert. Im Ersten Weltkrieg kommandierte er den Kreuzer Sirius. Er wurde 1916 mit dem französischen Croix de guerre ausgezeichnet, weil er durch eine mutige Aktion 700 verwundete Franzosen rette. Mit dem Kreuzer Sirius nahm er am Überfall auf Zeebrügge und Ostende teil, einem Kommandounternehmen der Royal Navy gegen die im deutschbesetzten Teil Belgiens liegenden Häfen Zeebrügge und Ostende im April 1918. Das Ziel der Operation war die Neutralisierung beider Häfen durch die Versenkung von Blockschiffen in den Seekanälen beider Häfen, um das Auslaufen deutscher U-Boote zu verhindern. Weil er sich beim Sinken der als Blockschiff geopferten HMS Sirius unter Einsatz seines Lebens um die Rettung eines Soldaten bemühte, wurde er als Held gefeiert und zum Commander befördert.

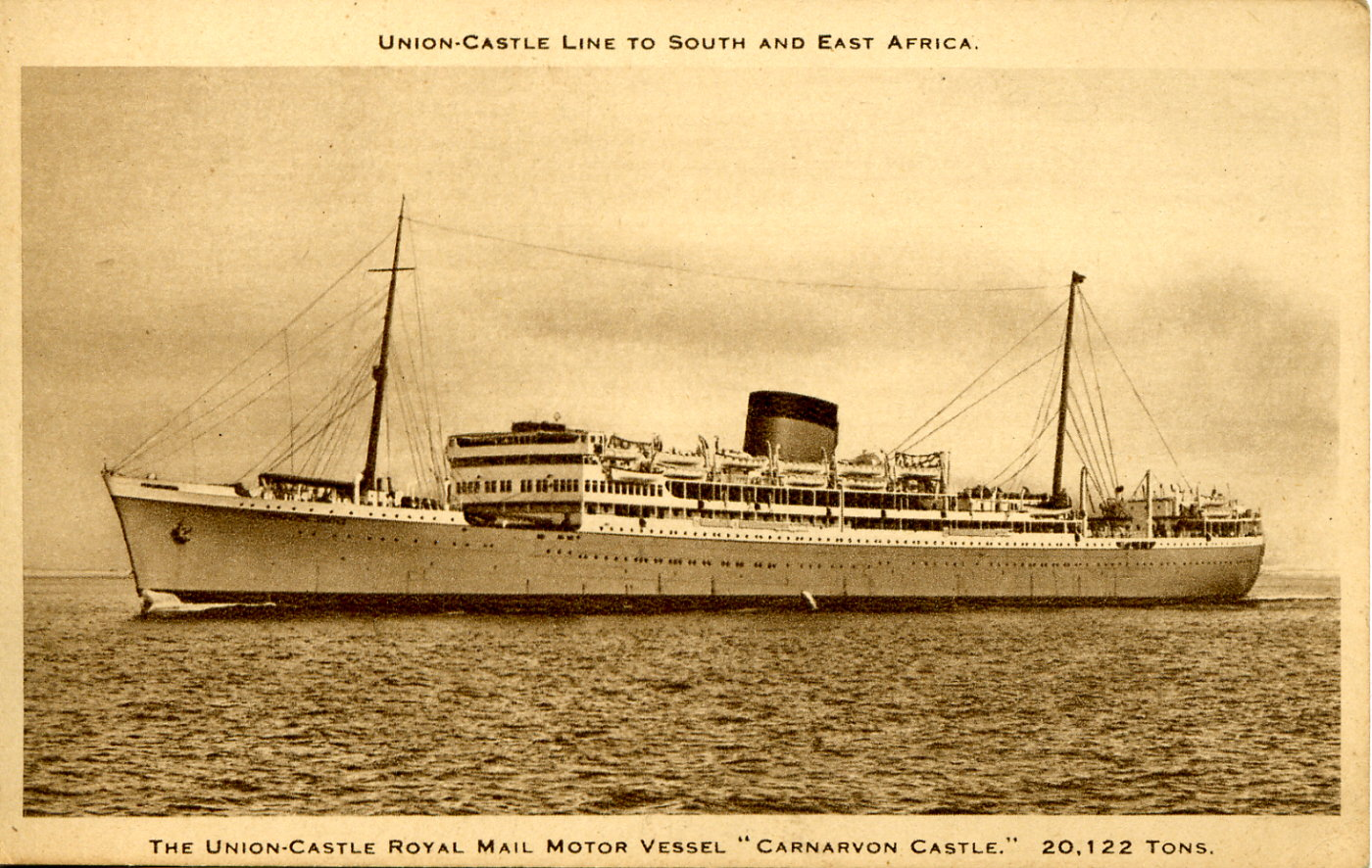
Die Carnarvon Castle, Hardys Schiff im Zweiten Weltkrieg

Hardy bat die Admiralität mit Wirkung vom 11. Februar 1923 um Entlassung aus dem militärischen Dienst. 1926 wurde er zum Captain (im Ruhestand) befördert. Er widmete sich sodann dem Studium klassischer asiatischer Sprachen und wirkte als Präsident der British Maha Bodhi Society, einem Zweig der 1891 von Anagarika Dharmapala in Britisch-Indien gegründeten Maha Bodhi Society, die eine Renaissance des Buddhismus auf dem indischen Subkontinent erstrebte. Dieses Amt legte er 1928 nieder, weil er eine leitende Funktion in der Kolonialverwaltung von Britisch-Guayana annahm. Er ließ sich in den dreißiger Jahren in der Schweiz nieder, wo er sich mit tibetischen und buddhistischen Studien sowie im Rahmen der Societe Vaudoise d'Etudes Psychiques auch mit grenzwissenschaftlichen Forschungen über Themen der Parapsychologie beschäftigte.
Nach Ausbruch des Zweiten Weltkrieges meldete sich Hardy wieder bei der Royal Navy, die ihm das Kommando über die Carnarvon Castle übertrug. Am 5. Dezember 1940 lieferte sich die Carnarvon Castle etwa 700 Seemeilen östlich von Montevideo ein Gefecht mit dem deutschen Hilfskreuzer Thor, das unter dem Kommando von Otto Kähler stand. Im Verlauf dieses Gefechts bekam die Carnarvon Castle 27 Treffer durch Granaten ab. Die Thor schoss zudem zwei Torpedos ab, die beide ihr Ziel verfehlten. In Hardys Mannschaft gab es vier Gefallene und 28 Verwundete.
Nach dem Ende des Zweiten Weltkriegs bis zu seinem Tod 1968 lebte Hardy wieder in der Schweiz. Er war in erster Ehe mit Jessie Fraser Mackenzie verheiratet. Diese Ehe wurde 1923 geschieden. In zweiter Ehe war Hardy mit Josephine de la Mole († 3. Juli 1973) verheiratet. Auch diese Ehe wurde geschieden, und Josephine de la Mole heiratete 1943 Robert Southwell, Viscount Southwell of Castle Mattress (1898–1960).

## Wissenschaftliche und spirituelle Aktivitäten
Henry N. M. Hardy war bereits vor dem Ersten Weltkrieg eng mit dem Royal Anthropological Institute of Great Britain and Ireland und zudem in führender Funktion mit der Classical Association of England and Wales verbunden. Im Rahmen seiner zahlreichen Reisen und beruflichen Aufenthalten auf allen Kontinenten betätigte er sich auch als Forscher, wobei er sich verschiedenen Themen der Archäologie und Ethnologie zuwandte. So untersuchte er auf dem Bismarck-Archipel die Tänze der einheimischen Bevölkerung und beschäftigte sich auf Malta mit vermeintlichen antiken Wagenspuren.
In Asien begegnete Hardy der buddhistischen Philosophie, der er sich in Theorie und Praxis ausführlich widmete. In England war er Präsident der buddhistischen British Maha Bodhi Society und hielt viele Vorträge über den Buddhismus und asiatische Philosophien. Auch nach seinem Umzug in die Schweiz, wo er in den dreißiger Jahren in Lausanne lebte, setzte er diese Aktivitäten fort. Durch seine Vortragstätigkeit über den Buddhismus und den Daoismus entstand um ihn eine Gruppe einschlägig Interessierter. Da Hardy die klassische tibetische Sprache erlernt hatte, konnte er für seine Hörer Originaltexte der Autoren des Buddhismus in Tibet interpretieren. Hardy war mit der Tibetreisenden Alexandra David-Néel bekannt, deren Bücher er aus dem Französischen ins Englische übersetzte. Er war auch als Autor für viele buddhistische Zeitschriften in Europa und Asien aktiv, darunter für The Maha-Bodhi, der in Kalkutta erscheinenden Zeitschrift der Maha Bodhi Society of India.
Nachdem 1952 das Arya Maitreya Mandala in Europa seine Tätigkeit aufnahm, wurde Hardy am 27. Februar 1953 durch Hans-Ulrich Rieker in diesen Orden aufgenommen, wobei er den Initiationsnamen Padmavajra erhielt. Hardy setzte sich fortan intensiv in Wort und Schrift für die Anliegen des Ordensgründers Lama Anagarika Govinda ein. Auf Basis der von ihm durch seine Vortrags- und Lehrtätigkeit bereits gebildeten Interessengruppe für buddhistische Philosophie baute Hardy den Orden in der Schweiz auf, führte unterstützt von Amelia Bardett den Schweizer Zweig bis zu seinem Tod und nahm leitend an gesamteuropäischen Aktivitäten des Arya Maitreya Mandala teil. Er arbeitete dabei eng mit den Ordensmitgliedern Jack Austin, Ernő Hetényi, Harry Pieper und Lionel Stützer zusammen.

## Auszeichnungen
- Distinguished Service Order (1916)[13]
- Croix de guerre (1916)
- Mentioned in Despatches (1941,[14] 1945[15])

## Werke
- Tolerance. In: The Maha Bodhi 44 (1936)
- J'ai fait sur mer deux guerres mondiales par H. N. M. Hardy. In: L'Illustré No 08 (Hebdomadaire suisse), vom 23. Februar 1950
- Alexandra David-Néel and Lama Yongden: The Secret Oral Teachings in Tibtan Buddhist Sects. Translated by Captain H. N. M. Hardy. San Francisco 1967
- Alexandra David-Néel: Buddhism - its doctrines and its methods. (trans. H. N. M. Hardy). London 1977

## Einzelbelege
1. ↑  Hutchins School Magazine Band IV, Nr. 2, Juni 1916, S. 9.
2. ↑  
London Gazette. Nr. 30694,  HMSO, London, 21. Mai 1918, S. 5991 (Digitalisat, englisch).
3. ↑  
London Gazette. Nr. 32795,  HMSO, London, 13. Februar 1923, S. 1070 (Digitalisat, englisch).
4. ↑  The Maha Bodhi 37 (1929), S. 178
5. ↑  Armed Merchant Cruiser HMS Carnarvon Castle (F 25)
6. ↑  The National Archives J 77/2032/3664
7. ↑  Charles Mosley (ed.): Burke’s Peerage, Baronetage & Knightage, 107th edition, 3 volumes. Wilmington, Delaware: Burke’s Peerage Ltd. 2003, Volume 3, page 3690
8. ↑  Proceedings of the Classical Association of England and Wales, Band 12 (1915), S. 131
9. ↑  H.N.M. Hardy: Note on the Native Dance in the Admiralty Islands. In: Man. Royal Anthropological Institute of Great Britain and Ireland 1916
10. ↑  H.N.M. Hardy: The Malteses Cart-Ruts. In: Man. Anthropological Institute of Great Britain and Ireland (Nov. 1918)
11. ↑  Buddhism in England, 15/16 (1940), S. 2
12. ↑  Der Kreis. Informationsblatt des Ordens Arya Maitreya Mandala (Memento des Originals vom 27. Mai 2015 im Internet Archive)  Info: Der Archivlink wurde automatisch eingesetzt und noch nicht geprüft. Bitte prüfe Original- und Archivlink gemäß Anleitung und entferne dann diesen Hinweis.. 1954 und 1969; Jack Austin (ed.): The Western Buddhist (Cambridge 1969)
13. ↑  
Edinburgh Gazette. Nr. 12917,  HMSO, Edinburgh, 17. März 1916, S. 567–568 (Digitalisat, englisch).
14. ↑  
London Gazette (Supplement). Nr. 35181,  HMSO, London, 3. Juni 1941, S. 3204 (Digitalisat, englisch).
15. ↑  
London Gazette (Supplement). Nr. 37191,  HMSO, London, 20. Juli 1945, S. 3831 (Digitalisat, englisch).

| Personendaten    | Personendaten                                        |
| ---------------- | ---------------------------------------------------- |
| NAME             | Hardy, Henry Noel Marryat                            |
| KURZBESCHREIBUNG | britischer Marineoffizier, buddhistischer Ordensmann |
| GEBURTSDATUM     | 1. Dezember 1884                                     |
| GEBURTSORT       | London                                               |
| STERBEDATUM      | 1968                                                 |
| STERBEORT        | Schweiz                                              |